# كريستينا ريس
كريستينا ريس (بالإنجليزية: Christina Reiss)‏ هي قاضية ومحامية أمريكية، ولدت في 3 سبتمبر 1962 في دنفر في الولايات المتحدة.